# Campionato Interregionale 1985-1986
Il Campionato Interregionale 1985-1986 fu la 38ª edizione del campionato di categoria e il V livello del calcio italiano.

## Stagione

### Aggiornamenti

La neocostituita Rifo Sud Vallo di Diano, vincitrice del girone I.

La Rifo Sud trasferisce il titolo da Marcianise a San Rufo e s'iscrive al campionato con il nome di Rifo Sud Vallo di Diano.
La Pro Matera è stata ammessa all'Interregionale a completamento di organici.

## Girone A
La Levante "C" Pegliese è una compagine di Genova.

### Classifica finale
|  | Pos. | Squadra              | Pt | G  | V  | N  | P  | GF | GS | DR  |
|  | ---- | -------------------- | -- | -- | -- | -- | -- | -- | -- | --- |
|  | 1.   | Casale               | 47 | 30 | 19 | 9  | 2  | 43 | 12 | +31 |
|  | 2.   | Imperia              | 41 | 30 | 17 | 7  | 6  | 36 | 22 | +14 |
|  | 3.   | Pinerolo             | 40 | 30 | 16 | 8  | 6  | 41 | 26 | +15 |
|  | 4.   | Biellese             | 36 | 30 | 13 | 10 | 7  | 34 | 16 | +18 |
|  | 5.   | Maros Saint-Vincent  | 33 | 30 | 10 | 13 | 7  | 24 | 23 | +1  |
|  | 6.   | Levante "C" Pegliese | 31 | 30 | 10 | 11 | 9  | 25 | 24 | +1  |
|  | 7.   | Juventus Domo        | 29 | 30 | 9  | 11 | 10 | 31 | 37 | -6  |
|  | 8.   | Moncalieri           | 28 | 30 | 10 | 8  | 12 | 24 | 21 | +3  |
|  | 8.   | Iris Borgoticino     | 28 | 30 | 8  | 12 | 10 | 29 | 29 | 0   |
|  | 10.  | Albenga              | 27 | 30 | 7  | 13 | 10 | 23 | 25 | -2  |
|  | 11.  | Cuneo                | 26 | 30 | 5  | 16 | 9  | 25 | 31 | -6  |
|  | 11.  | Aosta                | 26 | 30 | 8  | 10 | 12 | 20 | 26 | -6  |
|  | 11.  | Acqui                | 26 | 30 | 5  | 16 | 9  | 19 | 30 | -11 |
|  | 14.  | Andora               | 24 | 30 | 4  | 16 | 10 | 18 | 24 | -6  |
|  | 15.  | Ivrea                | 21 | 30 | 7  | 7  | 16 | 19 | 36 | -17 |
|  | 16.  | Albese               | 17 | 30 | 3  | 11 | 16 | 18 | 47 | -29 |

Legenda:
      Promossa in Serie C2 1986-1987.
      Retrocessa in Promozione 1986-1987.
Regolamento:
Due punti a vittoria, uno a pareggio, zero a sconfitta.
A parità di punteggio, solo per l'assegnazione di un titolo sportivo (per la promozione o per la retrocessione), le squadre a pari punti erano classificate secondo gli scontri diretti. In caso di ulteriore parità si procedeva ad una partita di spareggio.

## Girone B
La Castanese è una rappresentativa della città di Castano Primo.

### Classifica finale
|  | Pos. | Squadra       | Pt | G  | V  | N  | P  | GF | GS | DR  |
|  | ---- | ------------- | -- | -- | -- | -- | -- | -- | -- | --- |
|  | 1.   | Oltrepò       | 41 | 30 | 14 | 13 | 3  | 30 | 17 | +13 |
|  | 2.   | Intim Helen   | 40 | 30 | 14 | 12 | 4  | 34 | 12 | +22 |
|  | 3.   | Pro Sesto     | 39 | 30 | 14 | 11 | 5  | 37 | 19 | +18 |
|  | 4.   | Brembillese   | 35 | 30 | 9  | 17 | 4  | 30 | 24 | +6  |
|  | 5.   | Seregno       | 33 | 30 | 9  | 15 | 6  | 26 | 21 | +5  |
|  | 5.   | Castanese BPM | 33 | 30 | 12 | 9  | 9  | 23 | 25 | -2  |
|  | 7.   | Romanese      | 32 | 30 | 11 | 10 | 9  | 21 | 17 | +4  |
|  | 8.   | Sant'Angelo   | 29 | 30 | 9  | 11 | 10 | 25 | 28 | -3  |
|  | 9.   | Lecco         | 28 | 30 | 7  | 14 | 9  | 23 | 22 | +1  |
|  | 10.  | Vigevano      | 28 | 30 | 10 | 8  | 12 | 31 | 37 | -6  |
|  | 11.  | Abbiategrasso | 27 | 30 | 8  | 11 | 11 | 28 | 29 | -1  |
|  | 12.  | Pro Palazzolo | 26 | 30 | 7  | 12 | 11 | 24 | 31 | -7  |
|  | 12.  | Solbiatese    | 26 | 30 | 7  | 12 | 11 | 19 | 27 | -8  |
|  | 14.  | Pro Lissone   | 22 | 30 | 6  | 10 | 14 | 21 | 34 | -13 |
|  | 14.  | Sondrio       | 22 | 30 | 5  | 12 | 13 | 18 | 31 | -13 |
|  | 16.  | Gallaratese   | 19 | 30 | 2  | 15 | 13 | 18 | 34 | -16 |

Legenda:
      Promossa in Serie C2 1986-1987.
      Retrocessa in Promozione 1986-1987.
Regolamento:
Due punti a vittoria, uno a pareggio, zero a sconfitta.
A parità di punteggio, solo per l'assegnazione di un titolo sportivo (per la promozione o per la retrocessione), le squadre a pari punti erano classificate secondo gli scontri diretti. In caso di ulteriore parità si procedeva ad una partita di spareggio.

## Girone C

### Classifica finale
|  | Pos. | Squadra         | Pt | G  | V  | N  | P  | GF | GS | DR  |
|  | ---- | --------------- | -- | -- | -- | -- | -- | -- | -- | --- |
|  | 1.   | Bassano Virtus  | 44 | 30 | 18 | 8  | 4  | 45 | 18 | +27 |
|  | 2.   | Paluani Chievo  | 44 | 30 | 18 | 8  | 4  | 44 | 14 | +30 |
|  | 3.   | Valdagno        | 36 | 30 | 10 | 16 | 4  | 36 | 23 | +13 |
|  | 4.   | Benacense 1905  | 35 | 30 | 10 | 15 | 5  | 38 | 27 | +11 |
|  | 5.   | Gorizia         | 34 | 30 | 12 | 10 | 8  | 32 | 22 | +10 |
|  | 5.   | Tombolo         | 34 | 30 | 10 | 14 | 6  | 30 | 30 | 0   |
|  | 7.   | Pescantina      | 33 | 30 | 11 | 11 | 8  | 43 | 41 | +2  |
|  | 8.   | Cittadella      | 31 | 30 | 8  | 15 | 7  | 36 | 34 | +2  |
|  | 9.   | Opitergina      | 30 | 30 | 9  | 12 | 9  | 27 | 27 | 0   |
|  | 9.   | Fontanafredda   | 30 | 30 | 8  | 14 | 8  | 24 | 27 | -3  |
|  | 11.  | Passirio Merano | 28 | 30 | 9  | 10 | 11 | 34 | 34 | 0   |
|  | 11.  | Vittorio Veneto | 28 | 30 | 6  | 16 | 8  | 18 | 28 | -10 |
|  | 13.  | Conegliano      | 26 | 30 | 8  | 10 | 12 | 29 | 41 | -12 |
|  | 14.  | Manzanese       | 24 | 30 | 6  | 12 | 12 | 21 | 25 | -4  |
|  | 14.  | Rovereto        | 12 | 30 | 0  | 12 | 18 | 19 | 56 | -37 |
|  | 16.  | Trivignano      | 11 | 30 | 2  | 7  | 21 | 22 | 51 | -29 |

Legenda:
      Promossa in Serie C2 1986-1987.
      Retrocessa in Promozione 1986-1987.
Regolamento:
Due punti a vittoria, uno a pareggio, zero a sconfitta.
A parità di punteggio, solo per l'assegnazione di un titolo sportivo (per la promozione o per la retrocessione), le squadre a pari punti erano classificate secondo gli scontri diretti. In caso di ulteriore parità si procedeva ad una partita di spareggio.
Note:
Il Bassano Virtus non venne poi promosso in Serie C2 1986-1987 per un illecito sportivo. Al suo posto venne promosso il Paluani Chievo.

### Spareggi

#### Spareggio promozione
|                | Risultati     |                | Luogo e data            |
| -------------- | ------------- | -------------- | ----------------------- |
| Bassano Virtus | 1-1 (4-2 dtr) | Paluani Chievo | Brescia, 18 maggio 1986 |
|                |               |                |                         |

## Girone D
La Virtus Roteglia è una rappresentativa della città di Castellarano.

### Classifica finale
|  | Pos. | Squadra            | Pt | G  | V  | N  | P  | GF | GS | DR  |
|  | ---- | ------------------ | -- | -- | -- | -- | -- | -- | -- | --- |
|  | 1.   | Suzzara            | 49 | 30 | 20 | 9  | 1  | 54 | 15 | +39 |
|  | 2.   | Castiglione        | 37 | 30 | 12 | 13 | 5  | 39 | 31 | +8  |
|  | 3.   | Carpi              | 34 | 30 | 11 | 12 | 7  | 32 | 26 | +6  |
|  | 4.   | Finale Emilia      | 33 | 30 | 9  | 15 | 6  | 36 | 29 | +7  |
|  | 4.   | Virtus Roteglia    | 33 | 30 | 10 | 13 | 7  | 33 | 31 | +2  |
|  | 6.   | Fiorenzuola        | 32 | 30 | 12 | 8  | 10 | 38 | 33 | +5  |
|  | 7.   | Rovigo             | 29 | 30 | 6  | 17 | 7  | 28 | 24 | +4  |
|  | 7.   | Mirandolese        | 29 | 30 | 9  | 11 | 10 | 26 | 53 | -27 |
|  | 9.   | San Lazzaro        | 28 | 30 | 9  | 10 | 11 | 29 | 29 | 0   |
|  | 10.  | Contarina          | 27 | 30 | 7  | 13 | 10 | 36 | 31 | +5  |
|  | 11.  | Miranese           | 26 | 30 | 7  | 12 | 11 | 20 | 24 | -4  |
|  | 11.  | Colorno            | 26 | 30 | 6  | 14 | 10 | 30 | 35 | -5  |
|  | 13.  | Clodia Sottomarina | 25 | 30 | 7  | 11 | 12 | 28 | 37 | -9  |
|  | 14.  | Monselice          | 24 | 30 | 6  | 12 | 12 | 20 | 28 | -8  |
|  | 14.  | Mira               | 24 | 30 | 4  | 16 | 10 | 19 | 29 | -10 |
|  | 14.  | Jesolo             | 24 | 30 | 5  | 14 | 11 | 24 | 37 | -13 |

Legenda:
      Promossa in Serie C2 1986-1987.
      Retrocessa in Promozione 1986-1987.
Regolamento:
Due punti a vittoria, uno a pareggio, zero a sconfitta.
A parità di punteggio, solo per l'assegnazione di un titolo sportivo (per la promozione o per la retrocessione), le squadre a pari punti erano classificate secondo gli scontri diretti. In caso di ulteriore parità si procedeva ad una partita di spareggio.

## Girone E
La Big Blu Castellina è una rappresentativa della città di Castellina in Chianti. 

La Vaianese è una rappresentativa della città di Vaiano.

### Classifica finale
|  | Pos. | Squadra                | Pt | G  | V  | N  | P  | GF | GS | DR  |
|  | ---- | ---------------------- | -- | -- | -- | -- | -- | -- | -- | --- |
|  | 1.   | Cuoiopelli             | 45 | 30 | 16 | 13 | 1  | 39 | 15 | +24 |
|  | 2.   | Migliarina Teli Spezia | 39 | 30 | 14 | 11 | 5  | 35 | 25 | +10 |
|  | 3.   | Cerretese              | 33 | 30 | 9  | 15 | 6  | 30 | 22 | +8  |
|  | 3.   | Pietrasanta            | 33 | 30 | 10 | 13 | 7  | 32 | 26 | +6  |
|  | 5.   | Viareggio              | 32 | 30 | 10 | 12 | 8  | 30 | 25 | +5  |
|  | 6.   | Certaldo               | 31 | 30 | 8  | 15 | 7  | 34 | 28 | +6  |
|  | 6.   | Vaianese               | 31 | 30 | 8  | 15 | 7  | 28 | 34 | -6  |
|  | 8.   | Cecina                 | 30 | 30 | 9  | 12 | 9  | 29 | 24 | +5  |
|  | 8.   | Intercomunale Vinci    | 30 | 30 | 8  | 14 | 8  | 23 | 23 | 0   |
|  | 10.  | Poggibonsi             | 29 | 30 | 8  | 13 | 9  | 24 | 20 | +4  |
|  | 10.  | Sarzanese              | 29 | 30 | 10 | 9  | 11 | 36 | 36 | 0   |
|  | 10.  | Castelfiorentino       | 29 | 30 | 7  | 15 | 8  | 21 | 23 | -2  |
|  | 13.  | Big Blu Castellina     | 28 | 30 | 6  | 16 | 8  | 22 | 22 | 0   |
|  | 14.  | Sammargheritese        | 26 | 30 | 8  | 10 | 12 | 28 | 41 | -13 |
|  | 14.  | Rosignano Solvay       | 26 | 30 | 6  | 14 | 10 | 30 | 30 | 0   |
|  | 16.  | Rapallo Ruentes        | 9  | 30 | 2  | 5  | 23 | 14 | 61 | -47 |

Legenda:
      Promossa in Serie C2 1986-1987.
      Retrocessa in Promozione 1986-1987.
Regolamento:
Due punti a vittoria, uno a pareggio, zero a sconfitta.
A parità di punteggio, solo per l'assegnazione di un titolo sportivo (per la promozione o per la retrocessione), le squadre a pari punti erano classificate secondo gli scontri diretti. In caso di ulteriore parità si procedeva ad una partita di spareggio.

## Girone F
L'Elettrocarbonium è una rappresentativa della città di Narni Scalo.
Il Tiberis è una rappresentativa della città di Umbertide.

### Classifica finale
|  | Pos. | Squadra           | Pt | G  | V  | N  | P  | GF | GS | DR  |
|  | ---- | ----------------- | -- | -- | -- | -- | -- | -- | -- | --- |
|  | 1.   | Vis Pesaro        | 43 | 30 | 15 | 13 | 2  | 44 | 19 | +25 |
|  | 2.   | Gubbio            | 43 | 30 | 18 | 7  | 5  | 49 | 16 | +33 |
|  | 3.   | Riccione          | 43 | 30 | 18 | 7  | 5  | 47 | 21 | +26 |
|  | 4.   | Santarcangiolese  | 38 | 30 | 13 | 12 | 5  | 34 | 22 | +12 |
|  | 5.   | Città di Castello | 37 | 30 | 14 | 9  | 7  | 42 | 21 | +21 |
|  | 6.   | Elettrocarbonium  | 35 | 30 | 12 | 11 | 7  | 40 | 26 | +14 |
|  | 7.   | Vadese            | 31 | 30 | 10 | 11 | 9  | 31 | 25 | +6  |
|  | 8.   | Urbino            | 27 | 30 | 6  | 15 | 9  | 24 | 28 | -4  |
|  | 9.   | Russi             | 26 | 30 | 6  | 14 | 10 | 23 | 32 | -9  |
|  | 10.  | Assisi            | 25 | 30 | 6  | 13 | 11 | 21 | 31 | -10 |
|  | 10.  | Tiberis           | 25 | 30 | 6  | 13 | 11 | 19 | 29 | -10 |
|  | 10.  | Osimana           | 25 | 30 | 6  | 13 | 11 | 24 | 36 | -12 |
|  | 10.  | Vigor Senigallia  | 25 | 30 | 7  | 11 | 12 | 19 | 32 | -13 |
|  | 14.  | Falconarese       | 24 | 30 | 6  | 12 | 12 | 36 | 45 | -9  |
|  | 14.  | Cattolica         | 23 | 30 | 6  | 11 | 13 | 20 | 33 | -13 |
|  | 16.  | Nocera Umbra (-1) | 9  | 30 | 2  | 6  | 22 | 19 | 76 | -57 |

Legenda:
      Promossa in Serie C2 1986-1987.
      Retrocessa in Promozione 1986-1987.
Regolamento:
Due punti a vittoria, uno a pareggio, zero a sconfitta.
A parità di punteggio, solo per l'assegnazione di un titolo sportivo (per la promozione o per la retrocessione), le squadre a pari punti erano classificate secondo gli scontri diretti. In caso di ulteriore parità si procedeva ad una partita di spareggio.
Note:
Vis Pesaro, Gubbio e Riccione terminarono il campionato a pari punti e con la medesima classifica avulsa. Si rese pertanto necessario uno spareggio a tre.
Il Nocera Umbra ha scontato 1 punto di penalizzazione.

### Spareggi

#### Spareggi promozione
|            | Risultati |          | Luogo e data               |
| ---------- | --------- | -------- | -------------------------- |
| Vis Pesaro | 1-0       | Gubbio   | Senigallia, 17 maggio 1986 |
| Gubbio     | 2-0       | Riccione | Senigallia, 21 maggio 1986 |
| Vis Pesaro | 4-1       | Riccione | Senigallia, 25 maggio 1986 |
|            |           |          |                            |

## Girone G
Il Forio è una società del comune omonimo, nel territorio dell'isola di Ischia.
Lo Spes OMI è una compagine di Roma.

### Classifica finale
|  | Pos. | Squadra              | Pt | G  | V  | N  | P  | GF | GS | DR  |
|  | ---- | -------------------- | -- | -- | -- | -- | -- | -- | -- | --- |
|  | 1.   | Latina               | 43 | 30 | 17 | 9  | 4  | 51 | 23 | +28 |
|  | 2.   | Cynthia              | 41 | 30 | 16 | 9  | 5  | 45 | 25 | +20 |
|  | 2.   | Forio                | 41 | 30 | 15 | 11 | 4  | 42 | 22 | +20 |
|  | 4.   | ALMAS                | 37 | 30 | 15 | 7  | 8  | 47 | 27 | +20 |
|  | 5.   | Marcianise           | 36 | 30 | 13 | 10 | 7  | 47 | 29 | +18 |
|  | 6.   | L'Aquila             | 35 | 30 | 12 | 11 | 7  | 35 | 21 | +14 |
|  | 6.   | Fondi                | 35 | 30 | 13 | 9  | 8  | 37 | 31 | +6  |
|  | 8.   | Tivoli               | 29 | 30 | 8  | 13 | 9  | 25 | 25 | 0   |
|  | 9.   | Viribus Mondragonese | 28 | 30 | 8  | 12 | 10 | 27 | 35 | -8  |
|  | 10.  | Ostia Mare           | 27 | 30 | 9  | 9  | 12 | 37 | 36 | +1  |
|  | 10.  | Tuscania             | 27 | 30 | 9  | 9  | 12 | 19 | 23 | -4  |
|  | 10.  | Formia               | 27 | 30 | 8  | 11 | 11 | 23 | 30 | -7  |
|  | 13.  | Ariano               | 24 | 30 | 8  | 8  | 14 | 35 | 52 | -17 |
|  | 14.  | VJS Velletri         | 20 | 30 | 5  | 10 | 15 | 20 | 41 | -21 |
|  | 15.  | Spes OMI (-1)        | 15 | 30 | 4  | 8  | 18 | 19 | 50 | -31 |
|  | 16.  | Frattese (-1)        | 13 | 30 | 3  | 8  | 19 | 16 | 55 | -39 |

Legenda:
      Promossa in Serie C2 1986-1987.
      Retrocessa in Promozione 1986-1987.
Regolamento:
Due punti a vittoria, uno a pareggio, zero a sconfitta.
A parità di punteggio, solo per l'assegnazione di un titolo sportivo (per la promozione o per la retrocessione), le squadre a pari punti erano classificate secondo gli scontri diretti. In caso di ulteriore parità si procedeva ad una partita di spareggio.
Note:
La Spes OMI e Frattese hanno scontato 1 punto di penalizzazione.

## Girone H

### Classifica finale
|  | Pos. | Squadra            | Pt | G  | V  | N  | P  | GF | GS | DR  |
|  | ---- | ------------------ | -- | -- | -- | -- | -- | -- | -- | --- |
|  | 1.   | Lanciano           | 42 | 30 | 16 | 10 | 4  | 39 | 15 | +24 |
|  | 2.   | Chieti             | 42 | 30 | 16 | 10 | 4  | 42 | 18 | +24 |
|  | 3.   | Monturanese        | 37 | 30 | 12 | 13 | 5  | 27 | 19 | +8  |
|  | 4.   | Tolentino          | 35 | 30 | 11 | 13 | 6  | 30 | 23 | +7  |
|  | 5.   | Porto Sant'Elpidio | 34 | 30 | 13 | 8  | 9  | 28 | 28 | 0   |
|  | 6.   | Vasto              | 32 | 30 | 10 | 12 | 8  | 31 | 28 | +3  |
|  | 6.   | Pineto             | 32 | 30 | 10 | 12 | 8  | 23 | 23 | 0   |
|  | 8.   | Manfredonia        | 31 | 30 | 10 | 11 | 9  | 34 | 25 | +9  |
|  | 9.   | Lucera             | 28 | 30 | 10 | 8  | 12 | 29 | 31 | -2  |
|  | 9.   | Penne              | 28 | 30 | 9  | 10 | 11 | 26 | 28 | -2  |
|  | 11.  | Tortoreto Lido     | 27 | 30 | 6  | 15 | 9  | 29 | 35 | -6  |
|  | 12.  | Val di Sangro      | 26 | 30 | 7  | 12 | 11 | 21 | 29 | -8  |
|  | 13.  | Fermana            | 24 | 30 | 8  | 8  | 14 | 30 | 36 | -6  |
|  | 14.  | Canosa             | 24 | 30 | 8  | 8  | 14 | 23 | 32 | -9  |
|  | 15.  | Tollo              | 21 | 30 | 8  | 5  | 17 | 28 | 44 | -16 |
|  | 16.  | Rosetana           | 17 | 30 | 5  | 7  | 18 | 18 | 44 | -26 |

Legenda:
      Promossa in Serie C2 1986-1987.
      Retrocessa in Promozione 1986-1987.
 Retrocessione diretta.
Regolamento:
Due punti a vittoria, uno a pareggio, zero a sconfitta.
A parità di punteggio, solo per l'assegnazione di un titolo sportivo (per la promozione o per la retrocessione), le squadre a pari punti erano classificate secondo gli scontri diretti. In caso di ulteriore parità si procedeva ad una partita di spareggio.
Il Lanciano è stato promosso in Serie C2 dopo aver vinto lo spareggio contro l'ex aequo Chieti.
Il Canosa è retrocesso dopo aver perso lo spareggio con l'ex aequo Fermana.

### Spareggio

#### Spareggio promozione
|          | Risultati     |        | Luogo e data           |
| -------- | ------------- | ------ | ---------------------- |
| Lanciano | 0-0 (4-3 dtr) | Chieti | Latina, 18 maggio 1986 |
|          |               |        |                        |

#### Spareggio salvezza
|         | Risultati     |        | Luogo e data                     |
| ------- | ------------- | ------ | -------------------------------- |
| Fermana | 0-0 (4-2 dtr) | Canosa | Castel di Sangro, 18 maggio 1986 |
|         |               |        |                                  |

## Girone I
Il Rifo Sud Vallo di Diano è una compagine della città di San Rufo.

### Classifica finale
|  | Pos. | Squadra              | Pt | G  | V  | N  | P  | GF | GS | DR  |
|  | ---- | -------------------- | -- | -- | -- | -- | -- | -- | -- | --- |
|  | 1.   | Rifo Sud Vallo Diano | 41 | 30 | 14 | 13 | 3  | 35 | 18 | +17 |
|  | 2.   | Vigor Lamezia        | 39 | 30 | 14 | 11 | 5  | 36 | 17 | +19 |
|  | 3.   | Battipagliese        | 38 | 30 | 15 | 8  | 7  | 31 | 20 | +11 |
|  | 4.   | Sarnese              | 36 | 30 | 13 | 10 | 7  | 36 | 30 | +6  |
|  | 5.   | Sambiase             | 34 | 30 | 12 | 10 | 8  | 33 | 23 | +10 |
|  | 6.   | Posillipo            | 32 | 30 | 11 | 10 | 9  | 38 | 32 | +6  |
|  | 7.   | Nuova Vibonese       | 31 | 30 | 11 | 9  | 10 | 28 | 28 | 0   |
|  | 8.   | Acerrana             | 30 | 30 | 11 | 8  | 11 | 27 | 22 | +5  |
|  | 8.   | Paolana              | 30 | 30 | 11 | 8  | 11 | 25 | 28 | -3  |
|  | 10.  | Siderno              | 29 | 30 | 10 | 9  | 11 | 27 | 29 | -2  |
|  | 11.  | Pomigliano           | 28 | 30 | 10 | 8  | 12 | 26 | 32 | -6  |
|  | 12.  | Palmese              | 27 | 30 | 11 | 5  | 14 | 28 | 29 | -1  |
|  | 12.  | Savoia               | 27 | 30 | 9  | 9  | 12 | 26 | 31 | -5  |
|  | 14.  | Gragnano             | 26 | 30 | 7  | 12 | 11 | 25 | 31 | -6  |
|  | 15.  | Boys Caivanese       | 20 | 30 | 4  | 12 | 14 | 20 | 43 | -23 |
|  | 16.  | Giugliano (-3)       | 9  | 30 | 2  | 8  | 20 | 18 | 46 | -28 |

Legenda:
      Promossa in Serie C2 1986-1987.
      Retrocessa in Promozione 1986-1987.
Regolamento:
Due punti a vittoria, uno a pareggio, zero a sconfitta.
A parità di punteggio, solo per l'assegnazione di un titolo sportivo (per la promozione o per la retrocessione), le squadre a pari punti erano classificate secondo gli scontri diretti. In caso di ulteriore parità si procedeva ad una partita di spareggio.
Note:
Il Giugliano ha scontato 3 punti di penalizzazione.

## Girone L
La Sportiva Cariatese è una rappresentativa della città di Cariati.

### Classifica finale
|  | Pos. | Squadra            | Pt | G  | V  | N  | P  | GF | GS | DR  |
|  | ---- | ------------------ | -- | -- | -- | -- | -- | -- | -- | --- |
|  | 1.   | Bisceglie          | 43 | 30 | 18 | 7  | 5  | 48 | 21 | +27 |
|  | 2.   | Fasano             | 40 | 30 | 15 | 10 | 5  | 43 | 18 | +25 |
|  | 3.   | Matino             | 39 | 30 | 16 | 7  | 7  | 43 | 20 | +23 |
|  | 4.   | Corato             | 35 | 30 | 13 | 9  | 8  | 30 | 24 | +6  |
|  | 5.   | Morrone Cosenza    | 34 | 30 | 10 | 14 | 6  | 27 | 17 | +10 |
|  | 6.   | Toma Maglie        | 31 | 30 | 9  | 13 | 8  | 30 | 27 | +3  |
|  | 7.   | Acri               | 30 | 30 | 9  | 12 | 9  | 24 | 22 | +2  |
|  | 7.   | Castrovillari      | 30 | 30 | 8  | 14 | 8  | 29 | 30 | -1  |
|  | 7.   | Policoro           | 30 | 30 | 9  | 12 | 9  | 24 | 25 | -1  |
|  | 7.   | Trani              | 30 | 30 | 10 | 10 | 10 | 28 | 30 | -2  |
|  | 11.  | Kroton             | 29 | 30 | 8  | 13 | 9  | 32 | 32 | 0   |
|  | 12.  | Mesagne            | 27 | 30 | 6  | 15 | 9  | 22 | 27 | -5  |
|  | 13.  | Ostuni             | 26 | 30 | 6  | 14 | 10 | 18 | 22 | -4  |
|  | 14.  | Pro Matera         | 24 | 30 | 8  | 8  | 14 | 21 | 39 | -18 |
|  | 15.  | Sportiva Cariatese | 19 | 30 | 5  | 9  | 16 | 28 | 42 | -14 |
|  | 16.  | Lavello            | 13 | 30 | 4  | 5  | 21 | 13 | 64 | -51 |

Legenda:
      Promossa in Serie C2 1986-1987.
      Retrocessa in Promozione 1986-1987.
Regolamento:
Due punti a vittoria, uno a pareggio, zero a sconfitta.
A parità di punteggio, solo per l'assegnazione di un titolo sportivo (per la promozione o per la retrocessione), le squadre a pari punti erano classificate secondo gli scontri diretti. In caso di ulteriore parità si procedeva ad una partita di spareggio.

## Girone M

### Classifica finale
|  | Pos. | Squadra               | Pt | G  | V  | N  | P  | GF | GS | DR  |
|  | ---- | --------------------- | -- | -- | -- | -- | -- | -- | -- | --- |
|  | 1.   | Giarre                | 45 | 30 | 18 | 9  | 3  | 41 | 14 | +27 |
|  | 2.   | Scicli                | 38 | 30 | 15 | 8  | 7  | 40 | 22 | +18 |
|  | 3.   | Nuova Igea            | 36 | 30 | 12 | 12 | 6  | 42 | 27 | +15 |
|  | 3.   | Acireale              | 36 | 30 | 14 | 8  | 8  | 38 | 24 | +14 |
|  | 5.   | Favara                | 35 | 30 | 11 | 13 | 6  | 39 | 30 | +9  |
|  | 6.   | Sciacca               | 34 | 30 | 13 | 8  | 9  | 38 | 26 | +12 |
|  | 7.   | Bagheria              | 32 | 30 | 11 | 10 | 9  | 36 | 28 | +8  |
|  | 8.   | Enna                  | 28 | 30 | 8  | 12 | 10 | 27 | 26 | +1  |
|  | 9.   | Folgore Castelvetrano | 27 | 30 | 8  | 11 | 11 | 26 | 25 | +1  |
|  | 9.   | Mascalucia            | 27 | 30 | 7  | 13 | 10 | 27 | 34 | -7  |
|  | 11.  | Ragusa                | 26 | 30 | 8  | 10 | 12 | 20 | 43 | -23 |
|  | 11.  | Mazara                | 26 | 30 | 9  | 8  | 13 | 23 | 28 | -5  |
|  | 11.  | Niscemi               | 26 | 30 | 7  | 12 | 11 | 22 | 28 | -6  |
|  | 14.  | Paternò               | 26 | 30 | 5  | 16 | 9  | 29 | 35 | -6  |
|  | 15.  | Modica                | 25 | 30 | 7  | 11 | 12 | 24 | 34 | -10 |
|  | 16.  | Alcamo (-1)           | 12 | 30 | 3  | 7  | 20 | 14 | 62 | -48 |

Legenda:
      Promossa in Serie C2 1986-1987.
      Retrocessa in Promozione 1986-1987.
Regolamento:
Due punti a vittoria, uno a pareggio, zero a sconfitta.
A parità di punteggio, solo per l'assegnazione di un titolo sportivo (per la promozione o per la retrocessione), le squadre a pari punti erano classificate secondo gli scontri diretti. In caso di ulteriore parità si procedeva ad una partita di spareggio.
Note:
L'Alcamo ha scontato 1 punto di penalizzazione.
Il Paternò retrocede per il minor punteggio negli scontri diretti.

## Girone N
Il San Marco è una rappresentativa della città di Cabras.
L'Ozierese è una rappresentativa della città di Ozieri.
Il Fersulcis è una rappresentativa della città di Iglesias.

### Classifica finale
|  | Pos. | Squadra          | Pt | G  | V  | N  | P  | GF | GS | DR  |
|  | ---- | ---------------- | -- | -- | -- | -- | -- | -- | -- | --- |
|  | 1.   | Olbia            | 48 | 30 | 19 | 10 | 1  | 38 | 10 | +28 |
|  | 2.   | Tharros          | 41 | 30 | 15 | 11 | 4  | 59 | 29 | +30 |
|  | 2.   | Porto Torres     | 41 | 30 | 14 | 13 | 3  | 39 | 20 | +19 |
|  | 4.   | San Marco Cabras | 39 | 30 | 12 | 15 | 3  | 41 | 19 | +22 |
|  | 5.   | Tempio           | 34 | 30 | 12 | 10 | 8  | 29 | 26 | +3  |
|  | 6.   | Fersulcis        | 30 | 30 | 10 | 10 | 10 | 39 | 40 | -1  |
|  | 7.   | Gialeto          | 27 | 30 | 8  | 11 | 11 | 24 | 30 | -6  |
|  | 7.   | Macomer          | 27 | 30 | 10 | 7  | 13 | 25 | 34 | -9  |
|  | 7.   | Alghero          | 27 | 30 | 7  | 13 | 10 | 22 | 34 | -12 |
|  | 10.  | Guspini          | 26 | 30 | 9  | 8  | 13 | 34 | 38 | -4  |
|  | 10.  | Nuorese (-1)     | 26 | 30 | 6  | 15 | 9  | 23 | 29 | -6  |
|  | 12.  | Fertilia         | 25 | 30 | 7  | 11 | 12 | 31 | 36 | -5  |
|  | 13.  | Sennori          | 24 | 30 | 9  | 6  | 15 | 24 | 34 | -10 |
|  | 14.  | Ilvamaddalena    | 24 | 30 | 8  | 8  | 14 | 16 | 33 | -17 |
|  | 15.  | Ozierese         | 22 | 30 | 7  | 8  | 15 | 29 | 38 | -9  |
|  | 16.  | Pirri            | 18 | 30 | 5  | 8  | 17 | 17 | 40 | -23 |

Legenda:
      Promossa in Serie C2 1986-1987.
      Retrocessa in Promozione 1986-1987.
Regolamento:
Due punti a vittoria, uno a pareggio, zero a sconfitta.
A parità di punteggio, solo per l'assegnazione di un titolo sportivo (per la promozione o per la retrocessione), le squadre a pari punti erano classificate secondo gli scontri diretti. In caso di ulteriore parità si procedeva ad una partita di spareggio.